# Język suku
Język suku – język z rodziny bantu, używany w Angoli. W 1980 roku liczba mówiących wynosiła ok. 50 tys.